# مقاطعة ألجير (ميشيغان)
مقاطعة أجير هي مقاطعة تقع في شبه الجزيرة العليا بولاية ميشيغان الأمريكية، بلغ عدد سكانها 9٬601  نسمة، في 2010، عاصمتها مونيسينغ، تبلغ مساحتها 13٬077 كيلومتر مربع.

## الموقع
تشترك في الحدود مع:
- مقاطعة دلتا (ميشيغان).